# Rize (település)

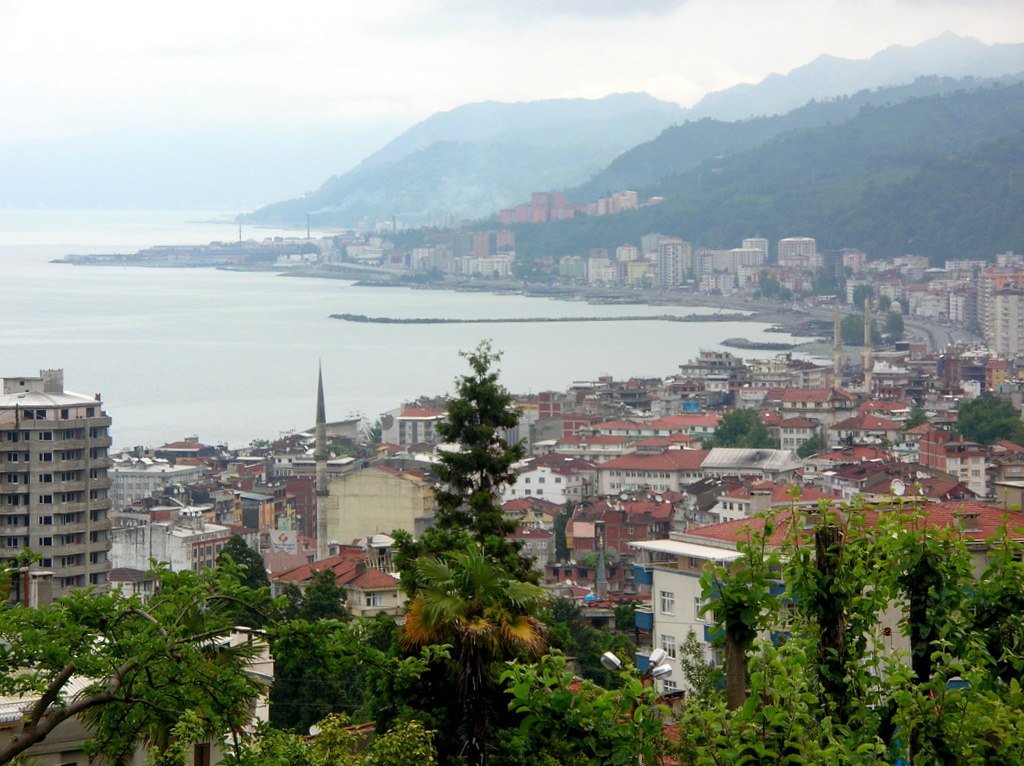
Rize

Rize (görögül: Ρίζα Riza, jelentése "lejtő, hegyoldal", grúzul: რიზე, örményül: Ռիզե) város Törökország északkeleti részén. Rize tartomány székhelye, az azonos nevű körzet központja. A város régi neve Rhizaeum. A körzetben 2008-ban 132 123 fő élt, a városban pedig 91 904 fő.

## A város jellegzetességei
A város erdős hegyoldalon fekszik és egészen a tengerig húzódik. Éghajlata enyhe, a növényzet dús, buja. Trabzon 66 km-re nyugatra, Hopa 88 km-re keletre (nem messze az örmény határtól), Erzurum délre fekszik tőle.
Rize gazdaságának fő mozgatója a környéken termesztett tea, melyet a városban dolgoznak fel és innen szállítják el. A teatermesztést az 1940-es években vezették be a környéken, megváltoztatva a régió gazdasági jellegét. 1958-ban kutatóintézet jött létre a városban a teatermesztés fejlesztésének elősegítésére. Teán kívül termesztenek még kiwit is. A növénytermesztés mellett a város másik bevételi forrása a halászatból ered.
A város lakói a muszlim grúzok, azaz a lázok. Rize egyfajta láz fővárosnak is tekinthető, ugyanakkor az ún. Lázisztán nevű régió fővárosa, amely a lázok hagyományos hazája.

## A városhoz kötődnek
- Mesut Yılmaz, Törökország egykori miniszterelnöke
- Recep Tayyip Erdoğan, a jelenlegi miniszterelnök, aki ugyan nem Rizében született, de ott nevelkedett
- Tarkan édesapja rizei származású

## Népességi adatok
| Év   | Népesség |
| ---- | -------- |
| 1975 | 36 044   |
| 1980 | 43 407   |
| 1985 | 50 221   |
| 1990 | 52 031   |
| 1997 | 73 420   |
| 2000 | 78 144   |